# Charles Algernon Parsons
Charles Algernon Parsons (13. června 1854 – 11. února 1931) byl anglo-irský vynálezce a technik. Jeho matka byla Mary Rosse, amatérská astronomka a průkopnická fotografka.

## Životopis
Vystudoval strojní inženýrství v Dublinu a pak matematiku na St. John’s v Cambridge (1877). Roku 1898 se stal členem Královské společnosti. V roce 1911 byl povýšen králem do šlechtického stavu a užíval titul Sir. Zemřel ve věku 76 let 11. února 1931 v Kingstownu na ostrově Jamajka, pohřben je ale v Cambridgi.
V roce 1884 vynalezl a patentoval přetlakovou parní turbínu, kterou později doplnil redukční převodovkou k pohonu pomaloběžného hřídele lodní vrtule a instaloval ji v roce 1894 na parolodi Turbinia, která vytvořila několik v té době platných rychlostních rekordů (34 1/2 uzlu). Parsonsovy turbíny byly poté instalovány jako pohonné jednotky nových lodí Královského námořnictva a zajistily mu na dlouhou dobu totální převahu. Později byly montovány i do civilních lodí.
Vynalezl též mechanický redukční převod, který při umístění mezi turbínu a lodní šroub výrazně zlepšil účinnost obou. K velmi praktickým vynálezům patřily protiskluzové řetězy na pneumatiky automobilů. Postupně si na své konto připsal 300 patentů.